# Guatteria xylopioides
Guatteria xylopioides R.E.Fr. – gatunek rośliny z rodziny flaszowcowatych (Annonaceae Juss.). Występuje endemicznie w Brazylii – w stanie Rio de Janeiro. 

## Morfologia
PokrójZimozielone drzewo lub krzew.
LiścieMają eliptyczny kształt. Mierzą 10–12 cm długości oraz 2–3 szerokości. Są skórzaste. Liść na brzegu jest całobrzegi. Wierzchołek jest tępy.

## Biologia i ekologia
Rośnie w zaroślach na obszarach nizinnych.